# Cephalotes bivestitus
Cephalotes bivestitus är en myrart som först beskrevs av Santschi 1922.  Cephalotes bivestitus ingår i släktet Cephalotes och familjen myror. Inga underarter finns listade.